# Huangyapasset

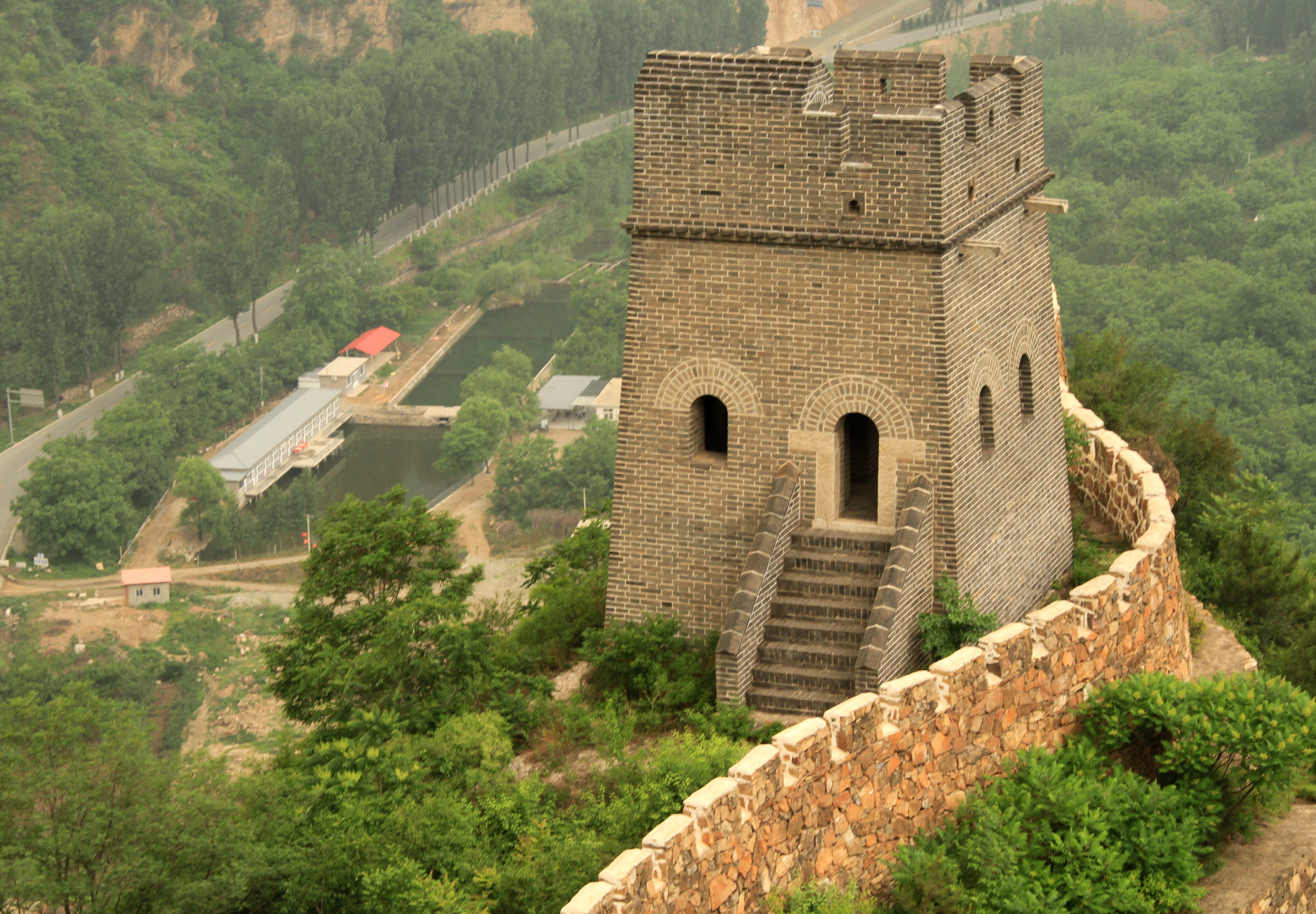
Kinesiska muren vid Huangyapasset.

Huangyapasset eller Huangyaguan (黄崖关; Huángyáguān) är en passage och sektion av kinesiska muren. Huangyapasset ligger på gränsen mellan Hebei och Tianjins storstadsområde i Yanbergen 20 km norr om Jizhou i Kina. 
Kinesiska muren vid Huangyapasset byggdes ursprungligen under Norra Qidynastin som år 556 förlängde den nyligen byggda muren norr om Peking öster ut till Shanhaipasset. Mingdynastin byggde senare på 1550-talet en ny mur på basen av Norra Qidynastins mur. Denna mur renoverades, expanderades och kompletterades 1567–1572 under ledning av general Qi Jiguang. Det var under denna tid som muren fick det karakteristiska teglade utseendet med torn och skottgluggar som den kinesiska muren är känd för. Försvaret av Huangyapasset under Mingdynastin låg under Jizhougarnisonens ansvarsområde.
1984 renoverades 3 km av muren kring Huangyapasset, vilket gör den till den längas renoverade sektionen av kinesiska muren.